# AR-10
AR-10 (енгл. ArmaLite AR-10), је америчка аутоматска пушка калибра 7.62x51 mm, коју је током 1950-их конструисао Јуџин Стонер за компанију „Армалајт", тада део корпорације „Ферчајлд еиркрафт". Пушка AR-10 је 1956 тестирана на конкурсу Америчке војске за нову стандардну службену пушку али је одбијена у корист М14, пошто је конкурс био намештен. Бројна решења са ове пушке су касније примењена на пушци AR-15, односно М-16.
Серијски се производила у холандској фабрици „Artillerie Inrichtingen" и у мањем броју су је куповале поједине земље. Показала се као поуздано и изузетно модерно оружје за то време.
Цена пушке AR-10 је почетком 1960-их износила $225.

## Земље кориснице
- Бурма
- Канада: Полиција Онтарија
- Куба
- Финска
- Гватемала
- Италија: коришћена од стране специјалне морнаричке јединице
- Никарагва
- Португал: најмасовнији корисник, купио 5.000 пушака за елитне јединице
- Румунија
- Судан: 2.500 пушака купљено 1958. из фабрике A.I.
- Западна Немачка: купљено 135 комада за тестирање